# Supergruppe
Supergruppe er et udtryk fra sidst i 1960’erne. Udtrykket dækker over en musikgruppe, som regel en rockgruppe, som er sammensat af anerkendte og/eller respekterede musikere fra andre grupper eller soloartister. Den første supergruppe var Cream som bestod af Ginger Baker fra Graham Bond Organisation, Eric Clapton, fra The Yardbirds, John Mayall & the Bluesbreakers, og Jack Bruce fra John Mayall & the Bluesbreakers, Manfred Mann og Graham Bond Organisation. Navnet supergruppe skulle have sin oprindelse fra et album der blev udsendt 1968 Super Session med Al Kooper, Mike Bloomfield og Stephen Stills.
Koalitionen af David Crosby, Stephen Stills og Graham Nash i gruppen Crosby, Stills & Nash og senere sammen med Neil Young i Crosby, Stills, Nash & Young er et andet tidligt eksempel på en supergruppe, de havde tidligere succes i grupperne The Byrds, Buffalo Springfield, og The Hollies henholdsvis.

## Notable supergrupper
Denne liste har hvert bands oprindelige medlemmer, og medlemmer der kom med efter etableringen.
Listen indeholder kun grupper, som har optrådt med mere end én sang eller mere end ét liveshow sammen.
| Grundlag                  | Band/projekt | Medlemmer | Noter | Referencer                         |
| ------------------------- | --- | --- | --- | ---------------------------------- |
| 1965                      | The Steampacket | - Long John Baldry (Blues Incorporated, Cyril Davies R&B All-Stars, Hoochie Coochie Men) - Rod Stewart (The Ray Davies Quartet, Jimmy Powell and the Five Dimensions, Hoochie Coochie Men) - Julie Driscoll (Harold Geller Group, Hoochie Coochie Men, Trinity) - Brian Auger (Trinity) - Vic Briggs (The Echoes, Trinity) - Richard Brown (Trinity) - Micky Waller (Cyril Davies R&B All-Stars, The Flee-Rekkers) | Albums: Steampacket, The First Supergroup |                                    |
| 1966                      | Cream | - Eric Clapton (The Yardbirds, John Mayall & the Bluesbreakers) - Jack Bruce (Graham Bond Organisation, Manfred Mann) - Ginger Baker (Graham Bond Organisation) | Albums: Fresh Cream, Disraeli Gears, Wheels of Fire, Goodbye | [ 1 ]                              |
| 1968                      | Crosby, Stills, Nash & Young | - David Crosby (The Byrds) - Stephen Stills (Buffalo Springfield) - Graham Nash (The Hollies) - Neil Young (Buffalo Springfield, Crazy Horse) sluttede sig til i 1969, hvorefter han forlod bandet og var med igen sporadisk i de følgende årtier. | Albums: Crosby, Stills & Nash, Déjà Vu, CSN, Daylight Again, American Dream, Live It Up, After the Storm og Looking Forward og tre livealbums | [ 2 ] [ 3 ]                        |
| 1969                      | Blind Faith | - Eric Clapton (The Yardbirds, John Mayall & the Bluesbreakers, Cream) - Ginger Baker (Graham Bond Organisation, Cream) - Steve Winwood (Traffic, The Spencer Davis Group) - Ric Grech (Family) | Albums: Blind Faith | [ 4 ]                              |
| 1969                      | Humble Pie | - Steve Marriott (The Small Faces) - Peter Frampton (The Herd) - Greg Ridley (Spooky Tooth) - Clem Clempson (Colosseum) - Jerry Shirley (Apostolic Intervention) | Albums: Humble Pie, Smokin' og flere andre |                                    |
| 1969                      | Grand Funk Railroad | - Mark Farner (Terry Knight and the Pack) - Don Brewer (Terry Knight and the Pack) - Mel Schacher (Question Mark & the Mysterians) | 13 studio albums and 9 U.S. top-40 singles |                                    |
| 1970                      | Emerson, Lake & Palmer | - Keith Emerson (The Nice) - Greg Lake (The Gods, King Crimson) - Carl Palmer (Atomic Rooster, The Crazy World of Arthur Brown) | Albums: Emerson, Lake & Palmer, Tarkus, Trilogy og flere andre | [ 5 ]                              |
| 1970                      | Ginger Baker's Air Force | - Ginger Baker (Cream, Graham Bond Organisation, Blind Faith) - Steve Winwood (Traffic, Blind Faith) - Ric Grech (Family, Blind Faith) - Graham Bond (Graham Bond Organisation) - Denny Laine (The Moody Blues) | Albums: Ginger Baker's Air Force, Ginger Baker's Air Force 2 | [ 6 ]                              |
| 1970                      | Derek and the Dominos | - Eric Clapton (The Yardbirds, John Mayall & the Bluesbreakers, Cream) - Bobby Whitlock (Delaney and Bonnie) - Carl Radle (Delaney and Bonnie) - Jim Gordon (Delaney and Bonnie) - Duane Allman (The Allman Brothers Band) | Albums: Layla and Other Assorted Love Songs |                                    |
| 1971                      | Captain Beyond | - Rod Evans (Deep Purple) - Larry "Rhino" Reinhardt (Iron Butterfly) - Lee Dorman (Iron Butterfly) - Bobby Caldwell (Johnny Winter) | Albums: Captain Beyond, Sufficiently Breathless, Far Beyond a Distant Sun - Live Arlington, Texas and more. |                                    |
| 1973                      | Journey | - Gregg Rolie (Santana) - Neal Schon (Santana) - George Tickner (Frumious Bandersnatch) - Ross Valory (Steve Miller Band) - Prairie Prince (The Tubes) - Aynsley Dunbar (The Jeff Beck Group, Frank Zappa, David Bowie) replaced Prince in 1974 | Albums: Journey, Look into the Future, Next og flere andre |                                    |
| 1973                      | Bad Company | - Paul Rodgers (Free) - Mick Ralphs (Mott the Hoople) - Boz Burrell (King Crimson, solo) - Simon Kirke (Free) | Albums: Bad Company, Straight Shooter, Run With the Pack and more. | [ 7 ]                              |
| 1974                      | KGB | - Michael Bloomfield (Paul Butterfield Blues Band, Electric Flag) - Ric Grech (Family (band), Blind Faith, Ginger Baker's Air Force) - Carmine Appice (Vanilla Fudge, Cactus (American band), Beck, Bogert & Appice) - Barry Goldberg (Electric Flag, sessions) - Ray Kennedy (solo—co-writer of "Sail On, Sailor") | Albums: KGB (1974), Movin' On (1975—without Bloomfield and Grech) |                                    |
| 1975                      | Sonic's Rendezvous Band | - Fred "Sonic" Smith (MC5) - Scott Morgan (The Rationals) - Scott Asheton (The Stooges) - Gary Rassmussen (The Up) | Albums: Sweet Nothing (1999), City Slang (2000), Sonic's Rendezvous Band (Box Set) (2006), Masonic Temple, Detroit 1978 (2007) |                                    |
| 1975                      | Little River Band | - Glenn Shorrock (The Twilights, Axiom) - Graeme Goble (Mississippi) - Beeb Birtles (Zoot, Mississippi) - Derek Pellicci (Mississippi) - Ric Formosa - Roger McLachlan | Albums: Little River Band, After Hours, Diamantina Cocktail, Sleeper Catcher, First Under the Wire, Time Exposure and more | [ 8 ]                              |
| 1977                      | U.K. | - John Wetton (Family, King Crimson, Uriah Heep) - Allan Holdsworth (Igginbottom, Tempest, Soft Machine) - Eddie Jobson (Curved Air, Roxy Music, Frank Zappa, 801) - Bill Bruford (Yes, King Crimson) - Terry Bozzio (Frank Zappa) replaced Bruford in 1978 | Albums: U.K. (1978) Danger Money (1979) |                                    |
| 1978                      | Serú Girán | - Charly García (Sui Generis, La Máquina de Hacer Pájaros) - David Lebón (Pescado Rabioso, Pappo's Blues) - Pedro Aznar (Alas) - Oscar Moro (Los Gatos) | Albums: Serú Giran, La grasa de las capitales, Bicicleta og flere andre. |                                    |
| 1981                      | New Race | - Rob Younger (Radio Birdman) - Deniz Tek (Radio Birdman) - Warwick Gilbert (Radio Birdman) - Ron Asheton (The Stooges) - Dennis Thompson (MC5) | Albums: The First and Last |                                    |
| 1982                      | Asia | - John Wetton (Family, King Crimson, Uriah Heep) - Steve Howe (Yes) - Carl Palmer (Atomic Rooster, The Crazy World of Arthur Brown, Emerson, Lake & Palmer) - Geoff Downes (The Buggles, Yes) | Albums: Asia, Alpha, Phoenix, Omega, XXX |                                    |
| 1984                      | The Firm | - Paul Rodgers (Free, Bad Company) - Jimmy Page (The Yardbirds, Led Zeppelin) - Tony Franklin (Roy Harper) - Chris Slade (Uriah Heep, Manfred Mann's Earth Band) | Albums: The Firm, Mean Business |                                    |
| 1984                      | Nick Cave and the Bad Seeds | - Nick Cave (The Birthday Party) - Mick Harvey (Crime and the City Solution, The Birthday Party, etc.) - Blixa Bargeld (Einstürzende Neubauten) - Barry Adamson (Magazine (band)) - Hugo Race (The Wreckery, solo) - Tomas Wylder (Die Haut) | Albums: For fuld diskografi, se Nick Cave and the Bad Seeds |                                    |
| 1984                      | The Power Station | - Robert Palmer - Tony Thompson (Chic) - John Taylor (Duran Duran) - Andy Taylor (Duran Duran) | Albums: The Power Station, Living in Fear |                                    |
| 1985                      | GTR | - Max Bacon - Steve Hackett (Genesis) - Steve Howe (Yes) - Jonathan Mover (Marillion) - Phil Spalding | Albums: GTR , The King Biscuit Flower Hour: GTR |                                    |
| 1985                      | The Highwaymen | - Johnny Cash - Waylon Jennings - Willie Nelson - Kris Kristofferson | Albums: Highwayman, Highwayman 2, The Road Goes on Forever |                                    |
| 1985                      | Gogmagog | - Paul Di'Anno (Iron Maiden) - Janick Gers (White Spirit, Gillan) - Pete Willis (Def Leppard) - Neil Murray (Colosseum II, Whitesnake, Gary Moore) - Clive Burr (Samson, Iron Maiden, Alcatrazz) | Albums: I Will Be There |                                    |
| 1985                      | Mike + the Mechanics | - Mike Rutherford (Genesis) 1985–2004 - Paul Young (Sad Café) - Paul Carrack (Ace, Squeeze og Roxy Music) - Adrian Lee - Peter Van Hooke 2010– - Andrew Roachford (Roachford) - Tim Howar - Anthony Drennan | Albums: se Mike + the Mechanics diskografi |                                    |
| 1988                      | Tin Machine | - David Bowie (solo) - Reeves Gabrels (solo, David Bowie, later The Cure) - Tony Sales (Todd Rundgren, Iggy Pop, later solo) - Hunt Sales (Todd Rundgren, Paris, Iggy Pop, Tender Fury) - Eric Schermerhorn (Iggy Pop) | Albums: Tin Machine, Tin Machine II, Tin Machine Live: Oy Vey, Baby |                                    |
| 1988                      | Bad English | - John Waite (The Babys, solo) - Neal Schon (Santana, Journey) - Jonathan Cain (The Babys, Journey) - Ricky Phillips (The Babys) - Deen Castronovo (Wild Dogs, Tony MacAlpine, Cacophony) | Albums: Bad English, Backlash |                                    |
| 1988                      | Blue Murder | - John Sykes (Tygers of Pan Tang, Thin Lizzy, Whitesnake) - Ray Gillen (Black Sabbath, Phenomena) - Tony Franklin (The Firm, Jimmy Page) - Cozy Powell (The Jeff Beck Group, Rainbow, The Michael Schenker Group, Whitesnake, Emerson, Lake & Powell) - Carmine Appice (Vanilla Fudge, Cactus, Ozzy Osbourne, King Kobra) replaced Powell in 1988. - Gillen left shortly after formation, with Sykes assuming vocal duties. | Albums: Blue Murder, Nothin' But Trouble |                                    |
| 1988                      | Alias | - Freddy Curci (Sheriff) - Steve DeMarchi (Sheriff) - Roger Fisher (Heart) - Steve Fossen (Heart) - Mike Derosier (Heart) | Albums: Alias |                                    |
| 1988                      | Traveling Wilburys | - George Harrison (The Beatles) - Bob Dylan - Tom Petty (Tom Petty and the Heartbreakers) - Jeff Lynne (Electric Light Orchestra, The Move) - Roy Orbison | Albums: Traveling Wilburys Vol. 1, Traveling Wilburys Vol. 3 |                                    |
| 1988                      | Mr. Big | - Eric Martin (415/Eric Martin Band, solo) - Paul Gilbert (Racer X) - Billy Sheehan (Talas, UFO, David Lee Roth) - Pat Torpey (Impellitteri, John Parr, Belinda Carlisle, American Bandstand) - Richie Kotzen (Poison, solo artist) replaced Paul Gilbert in 1999 | Albums: Mr. Big (1989), Lean Into It (1991), Bump Ahead (1993), Hey Man (1996), Get Over It (2000), Actual Size (2001), What If... (2011) |                                    |
| 1988                      | Badlands | - Jake E. Lee (Dio, Ozzy Osbourne) - Ray Gillen (Black Sabbath, Phenomena, Blue Murder) - Greg Chaisson (Steeler) - Eric Sanger (Lita Ford, Black Sabbath, Gary Moore) - Jeff Martin (Racer X) replaced Sanger in 1989. | Albums: Badlands, Voodoo Highway |                                    |
| 1989                      | Electronic | - Bernard Sumner (Joy Division, New Order) - Johnny Marr (The Smiths) Occasionally joined by: - Karl Bartos (Kraftwerk) - Neil Tennant (Pet Shop Boys) | Albums: Electronic (1991) - Raise the Pressure (1996) - Twisted Tenderness (1999) |                                    |
| 1989                      | Damn Yankees | - Ted Nugent - Tommy Shaw (Styx) - Jack Blades (Night Ranger) - Michael Cartellone | Albums: Damn Yankees (1990), Don't Tread (1992) |                                    |
| 1990                      | Don Dokken's backing band | - Don Dokken (Dokken) - John Norum (Europe) - Billy White (Watchtower) - Peter Baltes (Accept) - Mikkey Dee (King Diamond, Motörhead) | - Albums: Up From The Ashes (1990) |                                    |
| 1990                      | Temple of the Dog | - Chris Cornell (Soundgarden) - Stone Gossard (Green River, Mother Love Bone, Pearl Jam) - Jeff Ament (Green River, Mother Love Bone, Pearl Jam) - Matt Cameron (Soundgarden) - Eddie Vedder (Pearl Jam) - Mike McCready (Pearl Jam) | - Founded by Cornell as a tribute to the late Mother Love Bone and Malfunkshun frontman Andrew Wood. - This in fact preceded Pearl Jam, and the discovery of Eddie Vedder during these sessions lead to the formation of Pearl Jam as a new group. - Albums: Temple of the Dog (1990)                                                                                         |                                    |
| 1990                      | Pigface | - Martin Atkins (Public Image Ltd, Ministry, Killing Joke, Brian Brain, Chris Connelly, Murder, Inc.) - William Rieflin (Ministry, Revolting Cocks, KMFDM, R.E.M.) - Trent Reznor (Nine Inch Nails) - Nivek Ogre (Skinny Puppy, ohGr) - cEvin Key (Skinny Puppy, The Tear Garden, Doubting Thomas) - Danny Carey (Tool) - En Esch (KMFDM, Slick Idiot) - Genesis P-Orridge (Psychic TV, Throbbing Gristle) - Steve Albini (Big Black, Rapeman, Shellac) - Flea (Red Hot Chili Peppers, Fear) - Chris Conelly (Ministry, Murder, Inc., Damage Manual, Revolting Cocks) - Chris Vrenna (Tweaker, Nine Inch Nails, Marilyn Manson) and various other contributors | - Founded by Atkins and Rieflin. - The hundreds of musical collaborators to record and perform with Pigface have ensured that each album, and each song, is unique. - Albums: Gub (1991), Fook (1992), Notes From Thee Underground (1994), A New High in Low (1997), Easy Listening... (2003), Dubhead (2004), Free For All Tour Demo (2005), 6 (2009)                        |                                    |
| 1990                      | Texas Tornados | - Freddy Fender (solo) - Doug Sahm (Sir Douglas Quintet) - Augie Meyers (Sir Douglas Quintet) - Flaco Jimenez (session accordionist) | Six studio albums, two live albums and one greatest hits compilation. |                                    |
| 1991                      | Contraband | - Richard Black (Shark Island) - Michael Schenker (Scorpions, UFO, Michael Schenker Group) - Tracii Guns (Guns N' Roses, L.A. Guns) - Share Pedersen (Vixen) - Bobby Blotzer (Ratt) | - Albums: Contraband (1991) |                                    |
| 1992                      | Magdallan | - Ken Tamplin (Joshua, Shout, solo) - Lanny Cordola (Giuffria, House of Lords) - Chuck Wright (Quiet Riot, Giuffria, House of Lords, Impellitteri) - Ken Mary (Chastain, Alice Cooper, House of Lords) | - Albums: Big Bang (1992) |                                    |
| 1992                      | Tex, Don and Charlie | - Tex Perkins (Beasts of Bourbon, The Cruel Sea, solo) - Don Walker (Cold Chisel) - Charlie Owen (Beasts of Bourbon, Divinyls) | - Albums: Sad But True (1993), Monday Morning Coming Down (live album, 1995), All Is Forgiven (2005) |                                    |
| 1993                      | Slash's Snakepit | - Slash (Guns N' Roses) 1993–1995 - Matt Sorum (Guns N' Roses, The Cult) - Gilby Clarke (Guns N' Roses) - Mike Inez (Alice in Chains, Ozzy Osbourne) - Eric Dover (Jellyfish) - James LoMenzo (Pride and Glory), (White Lion) - Brian Tichy (Pride and Glory) 1998–2002 - Johnny Griparic (Slash's Blues Ball) - Rod Jackson - Ryan Roxie (Alice Cooper) - Matt Laug (Alice Cooper, Venice) - Keri Kelli (Big Bang Babies, Warrant, Ratt) | - Albums: It's Five O'Clock Somewhere (1995), Ain't Life Grand (2000) | [ 9 ] [ 10 ] [ 11 ]                |
| 1994                      | Mad Season | - Layne Staley (Alice in Chains) - Mike McCready (Pearl Jam) - Barrett Martin (Skin Yard, Screaming Trees) - John Baker Saunders (The Walkabouts) | - Albums: Above |                                    |
| 1994                      | Bloodline (band) | - Joe Bonamassa - Erin Davis (Son of Jazz Legend Miles Davis) - Waylon Krieger (Son of Robbie Krieger of The Doors) - Berry Oakley, Jr. (Son of Berry Oakley of The Allman Brothers Band) - Lou Segreti | - Albums: Bloodline (1994) |                                    |
| 1994                      | The Backbeat Band | - Dave Grohl (Scream, Nirvana) - Dave Pirner (Soul Asylum) - Thurston Moore (Sonic Youth) - Mike Mills (R.E.M.) - Greg Dulli (The Afghan Whigs) - Don Fleming (Gumball) | - Albums: Backbeat soundtrack (1994) |                                    |
| 1994                      | Foo Fighters | - Dave Grohl (Scream, Nirvana) - Pat Smear (The Germs, Nirvana) - Nate Mendel (Sunny Day Real Estate, The Fire Theft) - William Goldsmith (Sunny Day Real Estate, The Fire Theft) - Taylor Hawkins (Sass Jordan, Alanis Morissette) - Franz Stahl (Scream, Wool) - Chris Shiflett (No Use for a Name, Me First and the Gimme Gimmes) Touring musikers - Rami Jaffee (The Wallflowers, Pete Yorn) - Drew Hester (Joe Walsh, Jewel) - Jessy Greene (Soul Asylum, The Jayhawks) - Petra Haden (that dog., The Decemberists) | - Albums: Foo Fighters (1995), The Colour and the Shape (1997), There Is Nothing Left to Lose (1999), One By One (2002), In Your Honor (2005), Echoes, Silence, Patience & Grace (2007), Wasting Light (2011), Sonic Highways (2014) |                                    |
| 1995                      | Me First and the Gimme Gimmes | - Spike Slawson (Swingin' Utters) - "Fat" Mike Burkett (NOFX) - Chris Shiflett (Foo Fighters, No Use for a Name) - Joey Cape (Lagwagon) - Dave Raun (Lagwagon) | - Cover band that does punk rock renditions of popular songs. All albums keep to a theme (e.g. Are a Drag is composed entirely of punk versions of showtunes). - Albums: Have a Ball (1997), Are a Drag (1999), Blow in the Wind (2001), Take a Break (2003), Ruin Jonny's Bar Mitzvah (2004, live album), Love Their Country (2006), Have Another Ball (2008, B-sides album) |                                    |
| 1995                      | Cork | - Eric Schenkman (Spin Doctors) - Corky Laing (Mountain) | - Though not an official member, the duo was introduced by Noel Redding, formerly of The Jimi Hendrix Experience. Redding toured with and worked on both albums released by the band. - Albums: Speed of Thought (1999), Out There (2000) | [ 12 ]                             |
| 1995                      | Neurotic Outsiders | - Steve Jones (Sex Pistols) - Duff McKagan (Guns N' Roses, The Fartz) - John Taylor (Duran Duran) - Matt Sorum (Guns N' Roses, The Cult) | Albums: Neurotic Outsiders (1996) | [ 13 ]                             |
| 1996                      | Westside Connection | - Ice Cube (N.W.A) - WC (WC and the Maad Circle) - Mack 10 | - Albums: Bow Down (1996) Terrorist Threats (2003) | [ 14 ]                             |
| 1996                      | Def Squad | - Erick Sermon (EPMD) - Redman - Keith Murray | Albums: El Niño (1998) |                                    |
| 1997                      | LSG | - Gerald Levert - Keith Sweat - Johnny Gill | - Albums: Levert.Sweat.Gill (1997) LSG2 (2003) |                                    |
| 1997                      | The Firm | - Nas - AZ - Nature - Foxy Brown | - Albums: The Firm: The Album (1997) |                                    |
| 1997                      | Deepspace5 | - Playdough (Ill Harmonics, Phonetic Composition) - Manchild (Mars Ill, Move Merchants, The Pride) - DJ Dust (Mars Ill) - Freddie Bruno (Phonetic Composition) - Listener (Listener, Labklik) - Beat Rabbi (Circumcised Mind) - Manwell? - Sivion (Phat KATS) - Sev Statik (Tunnel Rats) - Sintax the Terrific (The Pride) - Ill Tripp (Labklik) - Recon (The Pride) | Albums: The Beginning, Is the Start of Everything (1997), The Night We Called It a Day (2002), Unique, Just Like Everyone Else (2005), Deepspacesoul (2007), Bakesale (2008), Greatest Beats and Unreleased (2008), The Blueprint 3 Outtakes (2009), The Future Ain't What It Used to Be (2010)                                                                               | [ 15 ] [ 16 ] [ 17 ]               |
|                           | Cry Cry Cry | - Richard Shindell - Lucy Kaplansky - Dar Williams | - Album: Cry Cry Cry (1998) - Tour: 1999 |                                    |
| Fantômas                  | - Mike Patton (Faith No More) - Buzz Osborne (Melvins) - Trevor Dunn (Mr. Bungle) - Dave Lombardo (Slayer) - Terry Bozzio (touring 2005) (Frank Zappa)                                                                                      | - Albums: Fantômas (1999) The Director's Cut (2001) Delìrium Còrdia (2004) Suspended Animation (2004) | |                                    |
| Bad Company               | - DJ Fresh - dBridge - Vegas - Maldini | - Digital Nation (1999) - Inside the Machine (2000) - Book of the Bad (2001) - Shot Down on Safari (2002) | |                                    |
| Bloodbath                 | - Dan Swanö (Edge of Sanity, Nightingale) - Peter Tägtgren (Hypocrisy, PAIN) - Mikael Åkerfeldt (Opeth) - Anders Nyström (Katatonia) - Jonas Renkse (Katatonia) - Martin Axenrot (Opeth, Witchery) - Per Eriksson (Katatonia) - Nick Holmes | - Albums: Resurrection Through Carnage (2002), Nightmares Made Flesh (2004), The Fathomless Mastery (2008), Grand Morbid Funeral 2014 | |                                    |
| Liquid Tension Experiment | - Mike Portnoy (Dream Theater) - John Petrucci (Dream Theater) - Jordan Rudess (Dixie Dregs) - Tony Levin (King Crimson) | - After recording their second album, Jordan Rudess officially joined Dream Theater. - Albums: Liquid Tension Experiment (1999) Liquid Tension Experiment 2 (1999) Spentaneous Combustion (2007) When the Keyboard Breaks: Live in Chicago (2009) | |                                    |
| Mass Mental?              | - Benji Webbe (Dub War, Skindred) - Robert Trujillo (Suicidal Tendencies, Metallica) - Joe Holmes - Mike Bordin (Faith No More) - Armand Sabal-Lecco                                                                                        | - Albums: How to Write Love Songs (1998) Live in Tokyo (1999) | |                                    |
| Ram Trilogy               | - Andy C (Origin Unknown) - Ant Miles (Origin Unknown) - Shimon | - Albums: Molten Beats (1999) | |                                    |
| 1999                      | Avantasia | - Tobias Sammet (Edguy) - Michael Kiske (Helloween) - David DeFeis (Virgin Steele) - Ralf Zdiarstek - Sharon den Adel (Within Temptation) - Rob Rock (Impellitteri) - Oliver Hartmann (At Vance) - André Matos (Shaaman, Angra, Viper) - Kai Hansen (Helloween, Gamma Ray) - Timo Tolkki (Stratovarius) - Bob Catley (Magnum) - Jørn Lande (Masterplan, Ark) - Amanda Somerville (Aina) - Roy Khan (Kamelot) - Alice Cooper - Klaus Meine (Scorpions) - Eric Sanger (KISS, Black Sabbath, Alice Cooper) - Henjo Richter (Gamma Ray) - Markus Grosskopf (Helloween) - Alex Holzwarth (Rhapsody of Fire, Angra) - Jens Ludwig (Edguy) - Norman Meiritz - Frank Tischer - Sascha Paeth (Aina, Heavens Gate, Kamelot) - Michael "Miro" Rodenberg (Aina, Kamelot) - Rudolf Schenker (Scorpions)                                                                        | Albums: The Metal Opera (2001) Avantasia (2001) The Metal Opera Part II (2002) Lost in Space Part I (2007) Lost in Space Part II (2007) The Scarecrow (2008) The Wicked Symphony (2010) Angel of Babylon (2011) |                                    |
| 1999                      | Dark Lotus | - Blaze Ya Dead Homie - Jamie Madrox (Twiztid) - Monoxide (Twiztid) - Shaggy 2 Dope (Insane Clown Posse) - Violent J (Insane Clown Posse) | - Tidligere medlemmer inkluderer Anybody Killa, Marz og Vampiro - Albums: Tales from the Lotus Pod (2001) Black Rain (2004) The Opaque Brotherhood (2008) | [ 18 ]                             |
| 1999                      | Broken Social Scene | - Kevin Drew (KC Accidental) - Brendan Canning (By Divine Right, hHead, Valley of the Giants) - Justin Peroff (Junior Blue) - Charles Spearin (Do Make Say Think, KC Accidental) - Leslie Feist - Jason Collett - Andrew Whiteman (Apostle of Hustle) - Emily Haines (Metric, Emily Haines & The Soft Skeleton) - James Shaw (Metric) - Evan Cranley (Stars) - Amy Millan (Stars) - Ohad Benchetrit (Do Make Say Think, The Hidden Cameras) - Marty Kinack (Hayden) - Bill Priddle (Treble Charger, Don Vail, The Priddle Concern) - Torquil Campbell (Stars) - Lisa Lobsanger (Reverie Sound Revue) - Julie Penner (The FemBots, Do Make Say Think, The Hylozoists, The Lowest of the Low, The Weakerthans) - Jason Tait (The FemBots, The Weakerthans) - Mitch Bowden (Chore, Sons of Butcher, Don Vail, The Priddle Concern) - Elizabeth Powell (Land of Talk) | - Albums: Feel Good Lost (2001) You Forgot it in People (2002) Bee Hives (2004) Broken Social Scene (2005) Spirit If... (2007) Something for All of Us... (2008) Forgiveness Rock Record (2010) | [ 19 ]                             |
| 1999                      | Dream Evil | - Gus G. (Firewind) - Snowy Shaw (King Diamond, Mercyful Fate, Notre Dame) - Niklas Isfeldt (Hammerfall, Pure-X) - Peter Stålfors (Pure-X) | - Albums: Dragonslayer (2002) Evilized (2003) The Book of Heavy Metal (2004) United (2006) | [ 20 ]                             |
| 1999                      | Lucy Pearl | - Raphael Saadiq (Tony! Toni! Toné!) - Dawn Robinson (En Vogue) - Ali Shaheed Muhammad (A Tribe Called Quest) | - Albums: Lucy Pearl (2000) |                                    |
| 1999                      | A Perfect Circle | - Billy Howerdel - Maynard James Keenan (Tool) - Josh Freese (The Vandals, Devo, Nine Inch Nails, Guns N' Roses, Weezer) - James Iha (The Smashing Pumpkins) - Jeordie White (Marilyn Manson, later Goon Moon and Nine Inch Nails) | - Billy Howerdel had not been involved in any major bands prior founding to A Perfect Circle. However, he would later form Ashes Divide. - Tidligere medlemmer inkluderer Paz Lenchantin (Zwan), Troy Van Leeuwen (Queens of the Stone Age) og Tim Alexander (Primus). | [ 21 ]                             |
| 1999                      | Transatlantic | - Neal Morse (Spock's Beard) - Mike Portnoy (Dream Theater) - Roine Stolt (The Flower Kings) - Pete Trewavas (Marillion) | - Albums: SMPT:e (2000) Live in America (2001, live) Bridge Across Forever (2003) The Whirlwind (2009) Kaleidoscope (2014) |                                    |
| 1999                      | The Transplants | - Tim Armstrong (Rancid) - Skinhead Rob Aston (Expensive Taste) - Travis Barker (Blink-182, Aquabats) | - Albums: Transplants (2002) Haunted Cities (2004) |                                    |
| 1999                      | Rebel Meets Rebel | - David Allan Coe - Dimebag Darrell (Pantera, Damageplan) - Rex Brown (Pantera, Down) - Vinnie Paul (Pantera, Damageplan, Hellyeah) | Albums: "Rebel Meets Rebel" (2006) |                                    |
| 1999                      | The Wondergirls | - Ian Astbury (The Cult, Holy Barbarians, The Doors of the 21st Century) - Ken Andrews (Failure, ON, Year of the Rabbit) - Shannon Leto (Thirty Seconds to Mars) - Scott Weiland (Stone Temple Pilots, Velvet Revolver) - Mark McGrath (Sugar Ray) - Jay Gordon (Orgy) - Ryan Shuck (Orgy, Julien-K, Sexart) - Doug Ardito (Puddle of Mudd) - Troy Van Leeuwen (Queens of the Stone Age, Enemy, Failure, A Perfect Circle, Sweethead) - Martyn LeNoble (Porno for Pyros, The Cult, Class of '99) - Ashley Hamilton | - Releases: Drop That Baby, Let's Go All The Way (1999) |                                    |
| 1999                      | Loaded | - Duff McKagan (Guns N' Roses, Neurotic Outsiders, The Fartz) - Dez Cadena (Black Flag) - Michael Barragan (Plexi) - Taz Bentley (The Reverend Horton Heat) - Dave Dederer (The Presidents of the United States of America) - Geoff Reading (Green Apple Quick Step, New American Shame) - Mike Squires (Nevada Bachelors, Harvey Danger, The Long Winters) - Jeff Rouse (Alien Crime Syndicate, Vendetta Red, Sirens Sister) - Dave Kushner (Wasted Youth, Electric Love Hogs) - George Stuart Dahlquist (Burning Witch) - Isaac Carpenter (Loudermilk, Gosling, The Exies) | Albums: Episode 1999: Live (1999), Dark Days (2001), Wasted Heart EP (2008), Sick (2009) | [ 22 ] [ 23 ] [ 24 ] [ 25 ]        |
| 2000                      | JAM Project | - Ichirou Mizuki (Apple Pie) - Hironobu Kageyama - Masaaki Endoh - Hiroshi Kitadani - Masami Okui - Yoshiki Fukuyama - Ricardo Cruz Tidligere medlemmer - Eizo Sakamoto - Rica Matsumoto | Albums: se "JAM Project albums" Alle medlemmer er prominente fiugrer i anime, tokusatsu og andre computerspil |                                    |
| 2000                      | The HRSMN | - Killah Priest - Ras Kass - Canibus - Kurupt | Albums: The Horsemen Project (2003) |                                    |
| 2000                      | OceanLab | - Justine Suissa - Jono Grant (Above & Beyond) - Paavo Siljamäki (Above & Beyond) - Tony McGuinness (Above & Beyond) | Albums: Siens of the Sea (2008), Sirens of the Sea Remixed (2009) |                                    |
| 2001                      | Son of Sam | - Davey Havok (AFI, Blaqk Audio) - London May (Samhain, Tiger Army) - Todd Youth (Samhain, Danzig) - Steve Zing (Samhain, Danzig) | Albums: "Songs from the Earth" (2001) |                                    |
| 2001                      | Oysterhead | - Trey Anastasio (Phish) - Stewart Copeland (The Police) - Les Claypool (Primus) | Albums: "The Grand Pecking Order" (2001) |                                    |
| 2001                      | The Philadelphia Experiment | - Uri Caine - Ahmir "Questlove" Thompson (The Roots) - Christian McBride | Albums: "The Philadelphia Experiment" (2001) |                                    |
| 2001                      | Audioslave | - Chris Cornell (Soundgarden, Temple of the Dog, solo) - Tom Morello (Rage Against the Machine, Lock Up) - Tim Commerford (Rage Against the Machine) - Brad Wilk (Rage Against the Machine) | Albums: Audioslave (2002), Out of Exile (2005), Revelations (2006) | [ 26 ]                             |
| 2001                      | Spys4Darwin | - Chris DeGarmo (Queensrÿche) - Sean Kinney (Alice in Chains) - Vinnie Dombroski (Sponge, The Orbitsuns) - Mike Inez (Alice in Chains, Black Label Society) | Albums: microfish (EP) (2001) |                                    |
| 2001                      | Khanate | - Alan Dubin (OLD) - James Plotkin (OLD) - Stephen O'Malley (Burning Witch, Sunn O)))) - Tim Wyskida (Blind Idiot God, Manbyrd) | Albums: Khanate, Things Viral, Capture & Release, Clean Hands Go Foul |                                    |
| 2001                      | The Postal Service | - Ben Gibbard (Death Cab for Cutie) - Jimmy Tamborello (Dntel, Figurine) - Jenny Lewis (Rilo Kiley, Jenny Lewis and the Watson Twins) - Laura Burhenn (The Mynabirds) | Albums: Give Up |                                    |
| 2001                      | Zwan | - Billy Corgan (The Smashing Pumpkins, Starchildren, The Marked, solo) - Paz Lenchantin (A Perfect Circle, Into the Presence) - Matt Sweeney (Chavez) - Dave Pajo (Slint, King Kong) - Jimmy Chamberlin (The Smashing Pumpkins, The Last Hard Men, Jimmy Chamberlin Complex) | Albums: Mary Star of the Sea |                                    |
| 2002                      | Colonel Claypool's Bucket of Bernie Brains | - Les Claypool (Primus, Oysterhead) - Buckethead (solo, Deli Creeps, Guns N' Roses) - Bernie Worrell (Parliament-Funkadelic) - Bryan "Brain" Mantia (Primus, Buckethead, Guns N' Roses) | Albums: The Big Eyeball in the Sky (2004) |                                    |
| 2002                      | Eyes Adrift | - Curt Kirkwood (Meat Puppets) - Krist Novoselic (Nirvana) - Bud Gaugh (Sublime) | Albums: Eyes Adrift (2002) |                                    |
| 2002                      | Box Car Racer | - Tom DeLonge (Blink-182) - David Kennedy (Over My Dead Body) - Travis Barker (Blink-182) | - Albums: Box Car Racer (2002) |                                    |
| 2002                      | Velvet Revolver | - Scott Weiland (Stone Temple Pilots) - Slash (Guns N' Roses, Slash's Snakepit) - Duff McKagan (Guns N' Roses, Loaded, The Fartz) - Matt Sorum (Guns N' Roses, Hawk, The Cult) - Dave Kushner (Wasted Youth, Electric Love Hogs, Loaded) | Albums: Contraband (2004), Libertad (2007) |                                    |
| 2002                      | Brides of Destruction | - London LeGrand (Rockstars on Mars) - Tracii Guns (L.A. Guns, Contraband) - Nikki Sixx (Mötley Crüe, 58, Sixx:A.M.) - Scot Coogan (Ednaswap, Annetenna) - Scott Sorry (Amen) - Ginger (The Wildhearts) | - Prior to the release of their debut album, the group's lineup included former Mötley Crüe sanger John Corabi, L.A. Guns bassist Adam Hamilton and Adema drummer Kris Kohls - Albums: Here Come the Brides (2004), Runaway Brides (2005) | [ 27 ] [ 28 ] [ 29 ] [ 30 ] [ 31 ] |
| 2003                      | Living Loud | - Bob Daisley (Widowmaker, Rainbow, Ozzy Osbourne, Uriah Heep, Gary Moore, Black Sabbath) - Lee Kerslake (The Gods, Toe Fat, Uriah Heep, Ozzy Osbourne) - Jimmy Barnes (Cold Chisel, solo) - Steve Morse (Dixie Dregs, Kansas, Deep Purple, solo) - Don Airey (Colosseum II, Rainbow, Ozzy Osbourne, Gary Moore, Deep Purple) | - Albums: Living Loud (2004) |                                    |
| 2003                      | Nu:Logic | - Nu:Tone - Logistics | Album: What I've Always Waited For (2013) | [ 32 ]                             |
| 2004                      | Frost* | - Jem Godfrey - John Mitchell (Arena, It Bites, Kino) - John Jowitt (IQ, Arena) - Andy Edwards (Priory of Brion, Ian Parker Band, IQ) - Dec Burke | Albums: Milliontown (2006), Experiments in Mass Appeal (2008) |                                    |
| 2004                      | Ataxia | - John Frusciante (Red Hot Chili Peppers) - Josh Klinghoffer (Red Hot Chili Peppers, Dot Hacker, The Bicycle Thief) - Joe Lally (Fugazi) | Albums: Automatic Writing (2004), AWII (2007) - Klinghoffer later replaced John Frusciante as guitarist for the Red Hot Chili Peppers. |                                    |
| 2004                      | Bushido | - Enrique Bunbury (Heroes del Silencio) - Carlos Ann - Shuarma (Elefantes) - Morti (Skizoo) | Albums: Bushido (2004) |                                    |
| 2004                      | Wintersun | - Jari Mäenpää (Ensiferum) - Teemu Mäntysaari (Imperanon) - Jukka Koskinen (Norther) - Kai Hahto (Rotten Sound) | - Albums: Wintersun (2004), Time (~2009) - Until after the release of their first album, Jari handled all instruments except drums, which were left to Kai. Teemu and Jukka were hired to complete a touring-ready lineup. |                                    |
| 2004                      | The Sound of Animals Fighting | - Rich Balling (RX Bandits) - Matt Embree (RX Bandits) - Chris Tsagakis (RX Bandits) - Randy Strohmeyer (Finch) - Derek Doherty (Finch) - Anthony Green (Circa Survive, ex-Saosin, ex-Zolof the Rock & Roll Destroyer) - Craig Owens (Chiodos, Cinematic Sunrise, Isles & Glaciers, Destroy Rebuild Until God Shows) - Keith Goodwin (Days Away) - Matthew Kelly (The Autumns) - Steve Choi (RX Bandits) - Joe Troy (RX Bandits) - Rich Zahniser (The Hippos) | Albums: Tiger and the Duke (2005), Lover, the Lord Has Left Us... (2006), The Ocean and the Sun (2008) DVD: We Must Become the Change We Want to See (2007) |                                    |
| 2004                      | Alter Bridge | - Myles Kennedy (The Mayfield Four) - Mark Tremonti (Creed) - Scott Phillips (Creed) - Brian Marshall (Creed) | Albums: One Day Remains (2004), Blackbird (2007), AB III (2010), Fortress (2013) |                                    |
| 2004                      | Monsters of Folk | - Conor Oberst (Bright Eyes, Conor Oberst and the Mystic Valley Band, Desaparecidos, Commander Venus, Park Ave.) - Jim James (My Morning Jacket) - Mike Mogis (Bright Eyes, Lullaby for the Working Class) - M. Ward (She & Him) | Album: Monsters of Folk (2009) |                                    |
| 2004                      | Falcon | - Brendan Kelly (The Lawrence Arms) - Neil Hennessy (The Lawrence Arms) - Dan Andriano (Alkaline Trio) - Chris McCaughan (The Lawrence Arms, Sundowner) - Todd Mohney (Rise Against) | Album: Unicornography (2006) |                                    |
| 2005                      | +44 | - Mark Hoppus (Blink-182) - Travis Barker (Blink-182) - Shane Gallagher (The Nervous Return) - Craig Fairbaugh (Mercy Killers) | - Album: When Your Heart Stops Beating (2006) |                                    |
| 2005                      | Angels & Airwaves | - Tom DeLonge (Blink-182) - David Kennedy (Over My Dead Body) - Ilan Rubin (Lostprophets, Nine Inch Nails) - Matt Wachter (Thirty Seconds to Mars) Tidligere medlemmer - Ryan Sinn (The Distillers) blev erstattet med Matt Wachter - Atom Willard (The Offspring) blev erstattet med Ilan Rubin | - Albums: We Don't Need to Whisper (2006), I-Empire (2007), Love (2010), Love II (2011) |                                    |
| 2005                      | Army of Anyone | - Richard Patrick (Filter, Nine Inch Nails) - Dean DeLeo (Stone Temple Pilots) - Robert DeLeo (Stone Temple Pilots) - Ray Luzier (David Lee Roth, Korn) | Album: Army of Anyone (2006) |                                    |
| 2005                      | Five Finger Death Punch | - Ivan L. Moody (Motograter) - Zoltan Bathory (U.P.O.) - Jason Hook (Alice Cooper) - Jeremy Spencer (W.A.S.P.) | - Albums: The Way of the Fist (2007), War Is the Answer (2009), American Capitalist (2011) |                                    |
| 2005                      | Queen + Paul Rodgers | - Brian May (Queen) - Roger Meddows Taylor (Queen) - Paul Rodgers (Bad Company, Free) | - Albums: Return of the Champions (2005), Super Live in Japan (2005) The Cosmos Rocks (2008), Live in Ukraine (2009) |                                    |
| 2006                      | Heaven and Hell | - Vinny Appice (Black Sabbath, Rick Derringer, Dio, Hear 'n Aid) - Geezer Butler (Black Sabbath, GZR) - Ronnie James Dio (Black Sabbath, Elf, Rainbow, Dio, Hear 'n Aid) - Tony Iommi (Black Sabbath, Jethro Tull, Rock Aid Armenia) | Albums: Live from Radio City Music Hall (2007), The Devil You Know (2009) - A re-formation of the 1980-1982 Black Sabbath lineup. |                                    |
| 2006                      | Big Dirty Band | - Geddy Lee (Rush) - Alex Lifeson (Rush) - Ian Thornley (Big Wreck, Thornley) - Adam Gontier (Three Days Grace) - Care Failure (Die Mannequin) - Jeff Burrows (The Tea Party) | |                                    |
| 2006                      | Another Animal | - Whitfield Crane (Ugly Kid Joe) - Tony Rambola (Godsmack) - Lee Richards (Dropbox) - Robbie Merrill (Godsmack) - Shannon Larkin (Godsmack, Ugly Kid Joe) | Album: "Another Animal" (2007) |                                    |
| 2006                      | Scars on Broadway | - Daron Malakian (System of a Down) - John Dolmayan (System of a Down) - Frankie Perez (Live Performances Only) - Danny Shamoun (Live Performances Only) - Dominic Cifarelli (Live Performances Only) | Album: Scars on Broadway, 2008 |                                    |
| 2006                      | Black President | - Christian Martucci (Dee Dee Ramone, The Chelsea Smiles) - Charlie Paulson (Goldfinger) - Jason Christopher (New Dead Radio) - Roy Mayorga (Soulfly, Nausea, Stone Sour) | - Formerly featured Greg Hetson (Bad Religion, Circle Jerks), Wade Youman (Unwritten Law), Ty Smith (Guttermouth), and Pat "PK" Kim (Unwritten Law). - Album: Black President (2008) |                                    |
| 2006                      | Thought Chamber | - Ted Leonard (Enchant) - Michael Harris (Arch Rival, Vitalij Kuprij) - Derek Blakley (Haji's Kitchen, Michael Harris) - Rob Stankiewicz (Haji's Kitchen, Michael Harris) - Bobby Williamson (Outworld) | - Album: Angular Perceptions (2007) |                                    |
| 2006                      | La Coka Nostra | - Ill Bill (Non Phixion MC, Current Heavy Metal Kings member) - Slaine (current Special Teamz MC) - DJ Lethal (Current House of Pain) - Danny Boy (House of Pain hype man) - Everlast (House of Pain) | - Album: A Brand You Can Trust (2009) - Album: Masters of the Dark Arts (2012) |                                    |
| 2007                      | Hellyeah | - Chad Gray (Mudvayne) - Tom Maxwell (Nothingface) - Vinnie Paul (Pantera), (Damageplan) Former members - Jerry Montano (Nothingface) - Bob Zilla (Damageplan) - Greg Tribbett (Mudvayne) | Albums: Hellyeah (2007), Stampede (2010), Band of Brothers (2012) |                                    |
| 2007                      | Against All Will | - Jimmy Allen (Puddle of Mudd) - Mark Bistany (Otep, Puddle of Mudd) - Mizzy Pacheco | Albums: A Rhyme and Reason (2009) |                                    |
| 2007                      | Cavalera Conspiracy | - Max Cavalera (Sepultura, Soulfly, Nailbomb) - Igor Cavalera (Sepultura) - Marc Rizzo (Soulfly, Ill Niño, solo) - Joe Duplantier (Gojira) | Albums: Inflikted (2008), Blunt Force Trauma (2011) |                                    |
| 2007                      | Magnetic Man | - Skream - Benga - Artwork | Albums: Magnetic Man (2010) |                                    |
| 2007                      | Child Rebel Soldier | - Kanye West - Lupe Fiasco - Pharrell Williams (N*E*R*D, The Neptunes) | |                                    |
| 2007                      | Northern Kings | - Jarkko Ahola (Teräsbetoni) - Marco Hietala (Tarot, Nightwish) - Tony Kakko (Sonata Arctica) - Juha-Pekka Leppäluoto (Charon) | Albums: Reborn (2007), Rethroned (2008) |                                    |
| 2007                      | The Last Shadow Puppets | - Alex Turner (Arctic Monkeys) - Miles Kane (The Rascals) - James Ford (Simian Mobile Disco, Simian) | Album: The Age of the Understatement (2008) |                                    |
| 2007                      | Works Progress Administration | - Glen Phillips (Toad the Wet Sprocket) - Sean Watkins (Nickel Creek) - Luke Bulla (Lyle Lovett, solo) - Benmont Tench (Tom Petty and the Heartbreakers) - Sara Watkins (Nickel Creek) - Greg Leisz (solo) - Pete Thomas (Elvis Costello & the Attractions) - Davey Faragher (Cracker, John Hiatt, Elvis Costello) | Albums: WPA (2009), 4X4 (2011) |                                    |
| 2007                      | Neon Horse | Confirmed members: - Mark Salomon (The Crucified, Stavesacre, Argyle Park/AP2) - Jason Martin (Starflyer 59, The Brothers Martin, Dance House Children) - Steve Dail (Project 86, Starflyer 59, Crash Rickshaw) Suspected members: Ronnie Martin (Joy Electric, The Brothers Martin, Dance House Children). | Neon Horse (2007), Haunted Horse: Songs of Love, Defiance, & Delusion (2009) Neon Horse was secretive of its membership. Additional possible members are suspected. | [ 33 ] [ 34 ]                      |
| 2008                      | Amaranthe | - Elize Ryd (Dragonland), (Kamelot) - Jake E (Dream Evil), (Dreamland) - Andreas Solveström (Ciper System), (Within Y) - Olof Mörck (Dragonland), (Nightrage) - Morten Løwe Sørensen (Dragonland), (Mercenary), (The Cleansing), (Koldborn) - Johan Andreassen (Engel) | Albums: "Amaranthe" (2011), "The Nexus" (2013) |                                    |
| 2008                      | Apparatjik | - Guy Berryman (Coldplay) - Jonas Bjerre (Mew) - Magne Furuholmen (a-ha) - Martin Terefe | Album: We Are Here (2010), Square Peg in a Round Hole (2012) |                                    |
| 2008                      | Chickenfoot | - Sammy Hagar (Montrose, HSAS, Van Halen, solo) - Joe Satriani (Mick Jagger, Deep Purple, solo) - Michael Anthony (Van Halen) - Chad Smith (Red Hot Chili Peppers, Glenn Hughes) | Albums: Chickenfoot (2009), Chickenfoot III (2011) |                                    |
| 2008                      | The Civil Wars | - Joy Williams - John Paul White | Albums: The Civil Wars discography |                                    |
| 2008                      | Empire of the Sun | - Luke Steele (The Sleepy Jackson) - Nick Littlemore (Pnau) | Albums: Walking on a Dream (2008), Ice on the Dune (2013) |                                    |
| 2008                      | fun. | - Nate Ruess (The Format) - Jack Antonoff (Steel Train) - Andrew Dost (Anathallo) | Albums: Aim and Ignite (2009), Some Nights (2012) |                                    |
| 2008                      | Fear and the Nervous System | - James "Munky" Shaffer (Korn) - Billy Gould (Faith No More) - Brooks Wackerman (Bad Religion) - Steve Krolikowski (Repeater) - Leopold Ross (IO Echo) - Zac Baird | Albums: Fear and the Nervous System (2011) |                                    |
| 2008                      | Damnocracy | - Sebastian Bach (Skid Row, solo) - Ted Nugent (Damn Yankees, solo) - Jason Bonham (Bonham, UFO, Foreigner) - Evan Seinfeld (Biohazard) - Scott Ian (Anthrax) | |                                    |
| 2008                      | Solution .45 | - Christian Älvestam (Miseration, The Few Against Many, Scar Symmetry) - Jani Stefanovic (Miseration, Divinefire, Essence of Sorrow, The Few Against Many) - Patrik Gardberg (Divinefire, Torchbearer, The Few Against Many, Ammotrack) - Rolf Pilve (Miseration, Essence of Sorrow, Stratovarius) - Mikko Härkin (Symfonia, Kotipelto, Sonata Arctica, Mehida) - Anders Edlund (Angel Blake, The Few Against Many) - Tom "Tomma" Gardiner (Hateform, Mors Principium Est) | For Aeons Past (2010) |                                    |
| 2008                      | Superband | - Lo Ta-yu (solo) - Jonathan Lee (producer) - Wakin Chau (solo) - Chang Chen-yue (solo) | EP: North Bound, 2009; Go South, 2010 (EP) |                                    |
| 2008                      | SMV | - Stanley Clarke (Return to Forever, Chick Corea, Jeff Beck, Clarke/Duke Project) - Marcus Miller (solo, David Sanborn, Miles Davis, The Jamaica Boys) - Victor Wooten (solo, Béla Fleck and the Flecktones, Steve Bailey) | Albums: Thunder, 2008 |                                    |
| 2008                      | Orbs | - Dan Briggs (Between the Buried and Me) - Adam Fisher (Fear Before) - Ashley Jurgemeyer (Abigail Williams) | |                                    |
| 2008                      | United Nations | - Geoff Rickley (Thursday) - Daryl Palumbo (Glassjaw, Head Automatica) - Ben Koller (Converge) | Albums: United Nations, 2008 |                                    |
| 2008                      | Slaughterhouse | - Crooked I - Joe Budden - Joell Ortiz - Royce da 5'9" | Albums: Slaughterhouse (2009), EP Slaughterhouse EP (2011), Welcome to: Our House (2012) |                                    |
| 2009                      | Two Tongues | - Chris Conley (Saves the Day) - Max Bemis (Say Anything) - Dave Soloway (Saves the Day) - Coby Linder (Say Anything) | Album: Two Tongues, 2009 | [ 35 ]                             |
| 2009                      | Isles & Glaciers | - Craig Owens (Chiodos) - Jonny Craig (Emarosa) - Vic Fuentes (Pierce the Veil) - Nick Martin (Underminded) - Matt Goddard (Chiodos) - Brian Southall (The Receiving End of Sirens) - Mike Fuentes (Pierce the Veil) | Album: The Hearts of Lonely People, 2009 | [ 36 ]                             |
| 2009                      | Ov Hell | - Shagrath (Dimmu Borgir) - King ov Hell (Gorgoroth, God Seed, Jotunspor, Sahg, I) | Album: The Underworld Regime, 2010 | [ 37 ]                             |
| 2009                      | Basement Birds | - Kav Temperley (Eskimo Joe) - Josh Pyke (solo) - Kevin Mitchell (Jebediah, solo [as Bob Evans]) - Steve Parkin (solo) | Album: Basement Birds, 2010 | [ 38 ]                             |
| 2009                      | Duck Sauce | - Armand Van Helden - A-Trak | Album: Greatest Hits, 2010 |                                    |
| 2009                      | Shrinebuilder | - Scott "Wino" Weinrich (The Hidden Hand, Spirit Caravan, Saint Vitus, The Obsessed) - Al Cisneros (Om, Sleep, Asbestosdeath) - Scott Kelly (Neurosis, Tribes of Neurot) - Dale Crover (Melvins, Altamont, The Men of Porn) | Album: Shrinebuilder, 2009 | [ 39 ]                             |
| 2009                      | Tinted Windows | - Taylor Hanson (Hanson) - James Iha (The Smashing Pumpkins) - Adam Schlesanger (Fountains of Wayne) - Bun E. Carlos (Cheap Trick) | Album: Tinted Windows, 2009 | [ 40 ]                             |
| 2009                      | The Dead Weather | - Alison Mosshart (The Kills, Discount) - Dean Fertita (Queens of the Stone Age) - Jack Lawrence (The Raconteurs, The Greenhornes) - Jack White (The White Stripes, The Raconteurs) | Album: Horehound, 2009, Sea of Cowards, 2010 | [ 41 ]                             |
| 2009                      | Them Crooked Vultures | - Dave Grohl (Scream, Nirvana, Foo Fighters) - John Paul Jones (Led Zeppelin) - Josh Homme (Kyuss, Queens of the Stone Age, Eagles of Death Metal) | Album: Them Crooked Vultures, 2009 | [ 42 ]                             |
| 2009                      | Dead by Sunrise | - Chester Bennington (Linkin Park) - Ryan Shuck (Orgy, Julien-K) - Amir Derakh (Rough Cutt, Orgy, Julien-K) - Brandon Belsky (Julien-K) - Elias Andra (Julien-K) - Anthony Valcic | Album: Out of Ashes, 2009 |                                    |
| 2009                      | Atoms for Peace | - Thom Yorke (Radiohead) - Flea (The Red Hot Chili Peppers) - Nigel Godrich (long time producer for Radiohead) - Joey Waronker (who has played drums for acts such as R.E.M, Beck and Smashing Pumpkins) - Mauro Refosco (David Byrne and Forro in the Dark) | Album: Amok, 2013 | [ 43 ]                             |
| 2009                      | Doctor Midnight & The Mercy Cult | - Hank von Helvete (Turbonegro) - Tim Sköld (Marilyn Manson, KMFDM, MDFMK, Shotgun Messiah, Skold) - Anders Odden (Cadaver, Satyricon, Celtic Frost, Apoptygma Berzerk, Magenta) - Audun Stengel (Apoptygma Berzerk, The Kovenant) - David Husvik (Extol) | Album: I Declare: Treason, 2011 |                                    |
| 2009                      | Black Hippy | - Kendrick Lamar - Ab-Soul - Jay Rock - Schoolboy Q | |                                    |
| 2010                      | Broken Bells | - James Mercer (The Shins) - Brian Burton (solo, Gnarls Barkley, Danger Doom) | Albums: Broken Bells, 2010 After The Disco, 2014 |                                    |
| 2010                      | Black Country Communion | - Glenn Hughes (Trapeze, Deep Purple, Phenomena, Black Sabbath, solo) - Joe Bonamassa (Bloodline, solo) - Jason Bonham (Virginia Wolf, Bonham, UFO, Foreigner) - Derek Sherinian (Dream Theater, Planet X, solo) | Albums: Black Country, 2010 2, 2011 Afterglow, 2012 |                                    |
| 2010                      | The Damned Things | - Andy Hurley (Fall Out Boy) - Joe Trohman (Fall Out Boy) - Scott Ian (Anthrax) - Rob Caggiano (Anthrax) - Keith Buckley (Every Time I Die) - Josh Newton (Every Time I Die) | Album: Ironiclast 14th, 2010 |                                    |
| 2010                      | Destroy Rebuild Until God Shows | - Craig Owens (Chiodos) - Nick Martin (Underminded) - Matt Good (From First to Last) - Aaron Stern (Matchbook Romance) - Adam Russell (Story of the Year) | Album: D.R.U.G.S., 2011 |                                    |
| 2010                      | Swedish House Mafia | - Steve Angello - Axwell - Sebastian Ingrosso | Album: Until One, 2010, Until Now, 2012 |                                    |
| 2010                      | Alex, Jorge y Lena | - Álex Ubago - Jorge Villamizar (Bacilos) - Lena Burke | Album: Alex, Jorge y Lena, 2010 | [ 44 ]                             |
| 2010                      | Burning Empires | - Andy Hurley (Fall Out Boy) - Stu Ross (Misery Signals) - Ryan Morgan (Misery Signals) - Kyle Johnson (Misery Signals) - Matt Mixon (7 Angles 7 Plagues) | Album: TBA, 2010 |                                    |
| 2010                      | How to Destroy Angels | - Trent Reznor (Option 30, The Innocent, Exotic Birds, Lucky Pierre, Nine Inch Nails) - Mariqueen Maandig (West Indian Girl) - Atticus Ross (solo, Nine Inch Nails) | Album: How to Destroy Angels (album), June 2010 |                                    |
| 2010                      | Symfonia | - Andre Matos (Angra) - Timo Tolkki (Stratovarius) - Uli Kusch (Helloween) - Jari Kainulainen (Evergrey, Stratovarius) - Mikko Härkin (Sonata Arctica) | Album: 2011 |                                    |
| 2011                      | Mister Heavenly | - Honus Honus (Man Man) - Nicholas Thorburn (The Unicorns) - Joe Plummer (Modest Mouse) - Michael Cera (Touring bass player) | Album:Out of Love 2011 |                                    |
| 2011                      | Beautiful Eulogy | - Braille - Odd Thomas - Courtland Urbano (formerly known as Xperiment) | Albums: Satellite Kite (2012), Instruments of Mercy (2013) |                                    |
| 2011                      | Wild Flag | - Carrie Brownstein (Sleater-Kinney) - Janet Weiss (Sleater-Kinney) - Mary Timony (Helium) - Rebecca Cole (The Minders) | Album: Wild Flag, 2011 | [ 45 ]                             |
| 2011                      | Adrenaline Mob | - Mike Portnoy (Dream Theater, Transatlantic) - Russell Allen (Symphony X) - Mike Orlando (Solo, worked with Zakk Wylde and Bumblefoot) - Paul DiLeo - Rich Ward (Stuck Mojo, Fozzy) - John Moyer (Disturbed, Union Underground) | Album: EP Adrenaline Mob, June 2011 |                                    |
| 2011                      | Animetal USA | - Mike Vescera (Obsession, Loudness, Yngwie Malmsteen, Dr. Sin, Killing Machine, Joe Stump's Reign of Terror) - Chris Impellitteri (Impellitteri) - Rudy Sarzo (Ozzy Osbourne, Quiet Riot, M.A.R.S., Whitesnake, Manic Eden, Dio) - Scott Travis (Racer X, Saints or Sinners, Judas Priest, Fight) - Jon Dette (Evildead, Testament, Killing Machine, Slayer) replaced Travis in 2012. | Album: Animetal USA, 2011 Animetal USA W, 2012 |                                    |
| 2011                      | SuperHeavy | - A. R. Rahman - Damian Marley - Dave Stewart (Eurythmics) - Joss Stone - Mick Jagger (The Rolling Stones) | Album: SuperHeavy, September 2011 |                                    |
| 2011                      | V.A. Playaz | - Timbaland - Magoo - Missy Elliott - Clipse - Skillz - Fam-Lay - Pharrell | |                                    |
| 2011                      | Hangover Hero | - Ronald Landa (Delain) - Ad Sluijter (Epica) - Mats van der valk (Autumn) - Andre Borgman (After Forever) | Album:Hangover Hero, November 2011 |                                    |
| 2011                      | AxeWound | - Liam Cormier (Cancer Bats) - Matt Tuck (Bullet for My Valentine) - Mike Kingswood (Glamour of the Kill) - Joe Copcutt (Rise to Remain) - Jason Bowld (Pitchshifter, Pop Will Eat Itself) | Album:Vultures, 2012 |                                    |
| 2011                      | The Winery Dogs | - Ritchie Kotzen (Tygers of Pan Tang, Thin Lizzy, Whitesnake, Blue Murder, solo) - Mike Portnoy (Dream Theater, Liquid Tension Experiment, OSI, Transatlantic, Adrenaline Mob) - Billy Sheehan (Talas, UFO, David Lee Roth, Mr. Big, Niacin, solo) - Richie Kotzen (Poison, Vertú, Mr. Big, solo) replaced Sykes in 2012. | Album: The Winery Dogs, 2013 |                                    |
| 2011                      | Steve Taylor & the Perfect Foil | - Steve Taylor (Steve Taylor, Chagall Guevara) - Peter Furler (Newsboys, Peter Furler Band) - John Mark Painter (Fleming and John) - Jimmy Abegg (A Ragamuffin Band) | Goliath (2014) | [ 46 ] [ 47 ]                      |
| 2011                      | Queen + Adam Lambert | - Brian May (Queen) - Roger Meddows Taylor (Queen) - Adam Lambert (solo) | |                                    |
| 2012                      | Palms | - Chino Moreno (Deftones) - Aaron Harris (Isis) - Clifford Meyer (Isis) - Jeff Caxide (Isis) | Album: 2012 |                                    |
| 2012                      | Smoke & Jackal | - Nick Brown (Mona) - Jared Followill (Kings of Leon) | Albums: EP1, 2012 |                                    |
| 2012                      | Destroid | - Excision (solo) - Downlink (solo) - KJ Sawka (Pendulum) | Albums: Destroid - The Invasion (2013), Destroid - The Invasion Remixes (2014) | [ 48 ] [ 49 ] [ 50 ]               |
| 2012                      | McBusted | - James Bourne (Busted) - Matt Willis (Busted) - Tom Fletcher (McFly) - Danny Jones (McFly) - Dougie Poynter (McFly) - Harry Judd (McFly) | |                                    |
| 2012                      | Dog Blood | - Boys Noize - Skrillex | EPs: Middle Finger (2012), Middle Finger, Pt. 2 (2013), Middle Finger, Pt. 2 - The Remixes (2014) | [ 51 ]                             |
| 2012                      | Galantis | - Christian Karlsson (Miike Snow, Bloodshy of Bloodshy & Avant) - Linus Eklöw (solo as Style Of Eye) | Albums: Pharmacy (2015) |                                    |
| 2013                      | Czarface | - 7L (7L & Esoteric) - Esoteric (7L & Esoteric, The Demigodz, Army of the Pharaohs) - Inspectah Deck (Wu-Tang Clan, The Housegang) | Albums: Czarface (2013), Every Hero Needs a Villain (2015) |                                    |
| 2013                      | Lindemann (band) | - Till Lindemann (Rammstein) - Peter Tägtgren (Pain, Hypocrisy) | Albums: Skills in Pills (2015) |                                    |
| 2013                      | Hard Working Americans | - Todd Snider - Dave Schools (Widespread Panic) - Neal Casal (Chris Robinson Brotherhood) - Chad Staehly (Great American Taxi) - Duane Trucks (Tedeschi Trucks Band) | Albums: Hard Working Americans (2014). | [ 52 ]                             |
| 2013                      | Starbomb | - Leigh "Danny Sexbang" Avidan (Ninja Sex Party) - "Ninja Brian" Wecht (Ninja Sex Party) - Arin "Egoraptor" Hanson (Internet personality) | Albums: Starbomb (2013). |                                    |
| 2013                      | I Am Legion | - Martijn van Sonderen (Noisia) - Nik Roos (Noisia) - Thijs de Vlieger (Noisia) - Orifice Vulgatron (Foreign Beggars) - Metropolis (Foreign Beggars) | Albums: I Am Legion (2013), I Am Legion (Instrumentals) (2013), I Am Legion (Remixes) (2014) |                                    |
| 2013                      | The Both | - Aimee Mann (Til Tuesday) - Ted Leo | Albums: The Both (2014) |                                    |
| 2013                      | Rhythm Riders | - Tony "Gad" Robinson (Aswad) - Angus "Drummie Zeb" Gaye (Aswad) - Danny Briottet (Renegade Soundwave) - Tim Bran (Dreadzone, Subsonar) | Albums: Come with the Love (2013), Give Me a Sign (2014) | [ 53 ]                             |
| 2014                      | The Alexanders | - Alex Metric - Yuksek | Singles: Don't Miss (2014), Pwoin Pwoin Pwoin (2014) |                                    |
| 2014                      | Jack Ü | - Skrillex - Diplo | Albums: Skrillex and Diplo Present Jack Ü (2015) |                                    |
| 2014                      | Get Real | - Claude VonStroke - Green Velvet (Curtis Jones) | | [ 54 ]                             |
| 2014                      | Point Point | - Aazar - Devoted to God - LH4L - Nömak | EPs: Contrastive Focus Reduplication EP (2015) |                                    |
| 2015                      | FFS | - Alex Kapranos (Franz Ferdinand) - Nick McCarthy (Franz Ferdinand) - Bob Hardy (Franz Ferdinand) - Paul Thomson (Franz Ferdinand) - Ron Mael (Sparks) - Russell Mael (Sparks) | Albums: FFS (2015) | [ 55 ]                             |
| 2015                      | Saint Asonia | - Adam Gontier (Three Days Grace) - Mike Mushok (Staind) - Corey Lowery (Switched, Stereomud) - Rich Beddoe (Finger Eleven) | Saint Asonia (July 2015) | [ 57 ]                             |
| 2015                      | Hollywood Vampires | Medlemmer: - Alice Cooper (Alice Cooper) - Johnny Depp (P) - Joe Perry (Aerosmith, The Joe Perry Project) Gæsteartister inkluderer: - Perry Farrell (Jane's Addiction, Porno For Pyros) - Dave Grohl (Nirvana, Foo Fighters) - Tommy Henriksen (Alice Cooper) - Brian Johnson (AC/DC) - Robby Krieger (The Doors) - Paul McCartney (The Beatles, Wings) - Slash (Guns N' Roses, Velvet Revolver) - Zak Starkey (The Who, Oasis) - Joe Walsh (The Eagles) | Hollywood Vampires (September 2015) |                                    |

### Supergrupper med kun ét album eller show
Disse grupper udgav ofte kun ét album eller turnerede én gang eller gav en enkelt koncert.
| Grundlagt | Band/projekt                               | Medlemmer | Noter | Referencer |
| --------- | ------------------------------------------ | --- | --- | ---------- |
| 1956      | Million Dollar Quartet                     | - Elvis Presley - Jerry Lee Lewis - Carl Perkins - Johnny Cash | Der blev senere udgivet improviserede indspilninger med i alt 47 numre på et opsamlingsalbum. Uden Presley blev gruppen gendannet i 1982 (The Survivors Live) og i 1986 (Class of '55).                                                                                          |            |
| 1966      | Eric Clapton's Powerhouse                  | - Eric Clapton (The Yardbirds, John Mayall & the Bluesbreakers, Cream) - Paul Jones (Manfred Mann) - Jack Bruce (John Mayall & the Bluesbreakers, Manfred Mann, Graham Bond Organisation, Cream) - Steve Winwood (The Spencer Davis Group, Traffic) - Pete York (The Spencer Davis Group) - Ben Palmer (associated with Clapton) | Bandet udgave ingen albumes, og indspillede kun tre singler på Elektra opsamlingen What's Shakin'. |            |
| 1967      | The Super Super Blues Band                 | - Bo Diddley - Muddy Waters - Little Walter - Howlin' Wolf | Albums: Super Blues, The Super Super Blues Band |            |
| 1968      | The Dirty Mac                              | - John Lennon (The Beatles) - Eric Clapton (The Yardbirds, John Mayall & the Bluesbreakers, Cream) - Keith Richards (The Rolling Stones) - Mitch Mitchell (The Jimi Hendrix Experience) | De optrådte én gang til The Rolling Stones Rock and Roll Circus og er med på albummet der blev udgivet i forbindelse med tv-showet. |            |
| 1969      | The Plastic Ono Band                       | - John Lennon (The Beatles) - Yoko Ono - Eric Clapton (The Yardbirds, John Mayall & the Bluesbreakers, Cream, The Dirty Mac, Blind Faith) - George Harrison (The Beatles) - Klaus Voormann (Manfred Mann) - Alan White (later of Yes) - Ringo Starr (The Beatles) - Keith Moon (The Who) | Albums: Live Peace in Toronto 1969, John Lennon/Plastic Ono Band, Yoko Ono/Plastic Ono Band, Sometime In New York City |            |
| 1970      | Lord Sutch and Heavy Friends               | - Screaming Lord Sutch (The Savages) - Jimmy Page (The Yardbirds, Led Zeppelin, The Honeydrippers, Plant and Page) - John Bonham (Led Zeppelin) - Jeff Beck (The Yardbirds, The Jeff Beck Group, Beck, Bogert & Appice) - Noel Redding (The Jimi Hendrix Experience) - Nicky Hopkins - Carlo Little (The Savages) | Album: Smoke and Fire |            |
| 1979      | The Greedies                               | - Paul Cook (The Sex Pistols, The Professionals) - Scott Gorham (Thin Lizzy) - Steve Jones (The Sex Pistols, The Professionals, solo) - Phil Lynott (Thin Lizzy, solo) | Oprindeligt kendt som The Greedy Bastards, indspillede kun en julesingle; "A Merry Jingle." |            |
| 1983      | The Glove                                  | - Robert Smith (The Cure) - Steven Severin (Siouxsie & the Banshees) | Album: Blue Sunshine (1983) |            |
| 1984      | Hindu Love Gods                            | - Warren Zevon - Peter Buck (R.E.M.) - Mike Mills (R.E.M.) - Bill Berry (R.E.M.) | Album: Hindu Love Gods (1990) |            |
| 1990      | The Gak                                    | - Sebastian Bach (Skid Row) - James Hetfield (Metallica) - Duff McKagan (Guns N' Roses) - Axl Rose (Guns N' Roses) - Slash (Guns N' Roses) - Lars Ulrich (Metallica) | Spillede til to velgørenhedskoncerter i 1990. |            |
| 1992      | Praxis                                     | - Bill Laswell (Buckethead, The Golden Palominos, Massacre, Painkiller) - Buckethead (solo, Deli Creeps, Guns N' Roses) - Bernie Worrell (Parliament-Funkadelic) - Bryan "Brain" Mantia (Primus, Buckethead, Guns N' Roses) - Bootsy Collins (Bootsy's Rubber Band, Funkadelic, Deee-Lite, Parliament, and The JB's) - DJ Disk (Bill Laswell, Buckethead) - Invisibl Skratch Piklz (solo) - John Zorn (Naked City, Masada, Painkiller, Hemophiliac, Weird Little Boy) - Mick Harris (Napalm Death) - Grand Mixer DXT (Herbie Hancock) - Serj Tankian (solo, System of a Down) - Mike Patton (solo, Faith No More, Mr. Bungle) - Iggy Pop (solo, The Stooges) - Cindy Blackman (Pharoah Sanders, Cassandra Wilson, Angela Bofill) - Yamantaka Eye (Boredoms) - Toshinori Kondo (Tom Cora) - Pat Thrall (Beyoncé Knowles, Elton John, Tina Turner, and Dave Stewart) - Hakim Bey - Lili Haydn | Albums: Transmutation (Mutatis Mutandis), Sacrifist, Metatron, Live in Poland, Transmutation Live, 1984, Mold, Warszawa, Collection, Tennessee 2004, Profanation (Preparation for a Coming Darkness)                                                                             |            |
| 1993      | Automatic Baby                             | - Adam Clayton (U2) - Larry Mullen, Jr. (U2) - Mike Mills (R.E.M.) - Michael Stipe (R.E.M.) | Optrådte en gang med U2's "One" under en MTV-koncert for Bill Clinton. |            |
| 1994      | Bruce-Baker-Moore                          | - Jack Bruce (John Mayall & the Bluesbreakers, Manfred Mann, Graham Bond Organisation, Cream) - Ginger Baker (Graham Bond Organisation, Cream, Blind Faith) - Gary Moore (Skid Row, Thin Lizzy, solo) | Albums: Around the Next Dream |            |
| 1994      | Argyle Park                                | - Klayton (Celldweller, Criss Angel, Circle of Dust, Angeldust, Scandroid) - Buka - Jim Thirlwell (Foetus, Wiseblood, Steroid Maximus, Manorexia) - Daren "Klank" Diolosa (Circle of Dust, Klank) - Jyro Xhan (Mortal, Fold Zandura) - Tedd Cookerly (Every Day Life) - Lauren Boquette (Drown) - Marco Forcone (Drown) - Tommy Victor (Prong) - Mark Salomon ( The Crucified, Stavesacre, Neon Horse) - Dirk Lemmenes (Focused, Stavesacre) - Jeff Bellew (CHATTERbOX, The Crucified, Stavesacre) - Jeni (Sill) - Keith Corp - Christy Sweet - Chris Donahue (Circle of Dust, Vigilantes of Love) - John Lopez (Circle of Dust) | Albums: Misguided (1995) |            |
| 1998      | Brandy og Monica                           | - Brandy - Monica | Singles: - "The Boy Is Mine" - "It All Belongs to Me" |            |
| 1998      | Stardust                                   | - Thomas Bangalter (Daft Punk) - Alan Braxe - Benjamin Diamond | Singles: "Music Sounds Better with You" |            |
| 1998      | AP2                                        | - Klayton (Celldweller, Criss Angel, Circle of Dust, Angeldust, Scandroid) - Buka - Daren "Klank" Diolosa (Circle of Dust, Klank) - Mark Salomon (The Crucified, Stavesacre, Neon Horse) - Joel Timothy Bell (Ghoti Hook) - Sage - J.M. Zaletel (Klank) | Album: Suspension of Disbelief (2000) - Successor to the Argyle Park project |            |
| 1999      | Global Trotters                            | - Susumu Hirasawa (P-MODEL, Shun, solo) - Kenji Konishi (DADA, 4-D mode1, P-MODEL) - Hans-Joachim Roedelius (Cluster, Harmonia, Aquarello) - Additional members: - David Bickley (associated with Roedelius) - Felix Jay (Cluster, Aquarello, associated with Roedelius) - Alquimia (Karnataka, associated with Roedelius) - Alex Paterson (The Orb) | Albums: Drive, GLOBAL TROTTERS PROJECT volume I - DRIVE. |            |
| 2000      | The Word                                   | - John Medeski (Medeski, Martin & Wood) - Robert Randolph (Robert Randolph and the Family Band) - Luther Dickinson (North Mississippi Allstars, The Black Crows) - Chris Chew (North Mississippi Allstars) - Cody Dickinson (North Mississippi Allstars) | Album: "The Word" (2001) |            |
| 2001      | Oysterhead                                 | - Trey Anastasio (Phish) - Les Claypool (Primus) - Stewart Copeland (Curved Air, The Police) | Album: The Grand Pecking Order (2001) |            |
| 2002      | Planet Us                                  | - Sammy Hagar (Van Halen, Montrose) - Michael Anthony (Van Halen, Mad Anthony Xpress) - Neal Schon (Journey) - Deen Castronovo (Journey) - Joe Satriani (solo, Deep Purple) | Songs: "Vertigo" and "Peeping Through a Hole". "Vertigo" was originally intended for the first Spider-Man movie, but it was turned down. |            |
| 2002      | Frou Frou                                  | - Imogen Heap (solo) - Guy Sigsworth (multiple collaborations) | Details (album) |            |
| 2004      | Probot                                     | - Dave Grohl (Scream, Nirvana, Foo Fighters) - Kim Thayil (Soundgarden) - Cronos (Venom) - Max Cavalera (Sepultura, Soulfly) - Lemmy (Motörhead) - Mike Dean (C.O.C.) - Kurt Brecht (D.R.I.) - Lee Dorrian (Cathedral, Napalm Death) - Scott "Wino" Weinrich (Saint Vitus) - Tom G. Warrior (Celtic Frost) - Denis "Snake" Bélanger (Voivod) - Eric Wagner (Trouble) - King Diamond (King Diamond, Mercyful Fate) - Jack Black (Tenacious D) - Bubba Dupree (Void) - Erol Unala (Celtic Frost) | Albums: Probot - Features Dave Grohl playing most all of the instruments, along with one of his favorite heavy metal / punk rock vocalists on each track. |            |
| 2004      | Tak Matsumoto Group                        | - Eric Martin (415/Eric Martin Band, Mr. Big, solo) - Tak Matsumoto (B'z, solo) - Jack Blades (Night Ranger, Damn Yankees) - Brian Tichy (Billy Idol, Ozzy Osbourne, Seether, Velvet Revolver, Foreigner, Pride & Glory, Glenn Hughes, Sass Jordan, Slash's Snakepit) | Albums: TMG I |            |
| 2005      | Roadrunner United                          | - 57 Artists from Roadrunner Records. | Albums: The All-Star Sessions. Released October 11, 2005 to commemorate Roadrunner's 25 anniversary. |            |
| 2005      | Men with Banjos (who Know How to Use Them) | - Steve Martin (Toot Uncommons, Steep Canyon Rangers) - Earl Scruggs (Foggy Mountain Boys, solo) - Pete "Dr. Banjo" Wernick - Tony Ellis - Charles Wood - Paul Shaffer (The Blues Brothers, World's Most Dangerous Band) | Performed at the 2005 New Yorker Festival and on Late Show with David Letterman. An earlier incarnation of the Martin-Scruggs collaboration, 2001's “Earl Scruggs and Friends,” featured a number of other prominent musikers.                                                   |            |
| 2006      | Tipton, Entwistle & Powell                 | - Glenn Tipton (Judas Priest, solo) - John Entwistle (The Who, solo) - Cozy Powell (Rainbow, Black Sabbath, Michael Schenker Group, solo) | Albums: Edge of the World. The album was released in 2006, but was recorded in the mid-1990s. |            |
| 2006      | The Good The Bad & The Queen               | - Damon Albarn (Blur, Gorillaz, solo) - Tony Allen (Fela Kuti, solo) - Paul Simonon (The Clash, Havana 3am) - Simon Tong (The Verve, The Shining, Gorillaz) - Danger Mouse (Gnarls Barkley, Gorillaz, Beck) | Albums: The Good, The Bad & The Queen | [ 59 ]     |
| 2006      | LT united                                  | - Andrius Mamontovas - Marijonas Mikutavičius - Victor Diawara - Saulius Urbonavičius - Arnoldas Lukošius - Eimantas Belickas | An alternative-pop musical group created by six independent performers for the sole purpose of representing Lithuania in the Eurovision Song Contest 2006. With the song "We Are the Winners" the group has finished 6th in the final, best result for this country ever so far. |            |
| 2007      | Liquid Trio Experiment                     | - Jordan Rudess (Dixie Dregs, Dream Theater, Liquid Tension Experiment) - Mike Portnoy (Dream Theater, Liquid Tension Experiment) - Tony Levin (King Crimson, Peter Gabriel, Liquid Tension Experiment) | Albums: Spontaneous Combustion |            |
| 2007      | S.K.I.N.                                   | - Yoshiki (X Japan, Globe) - Gackt (Malice Mizer, solo) - Sugizo (Luna Sea, X Japan, Juno Reactor, solo) - Miyavi (Dué le Quartz, solo) | The band gave its debut performance on June 29, 2007 at the Anime Expo in Long Beach, Californien. Albums: As of mid-2009, neither an album release date nor a full-time bass player have been announced.                                                                        |            |
| 2008      | Fear And The Nervous System                | - James Shaffer (Korn) - Billy Gould (Faith No More) - Krolikowski (Bad Religion) - Wackerman (Io Echo) | Album: Fear And The Nervous System |            |
| 2009      | Operation Aloha                            | - Dajon Everett (Gomez) - Ian Ball (Gomez) - Olly Peacock (Gomez) - James Valentine (Maroon 5) - Jesse Carmichael (Maroon 5) - Sam Farrar (Phantom Planet) - Fil Krohnengold (All Spots To Black) - Nadav Kahn (Kahn Brothers) - Charles Danek - Mathew Chaney - Maureen Wray-McCann - Saam Gabbay - Will Nash - Christopher Wray-McCann (Photographer) | Albums: Operation Aloha |            |
| 2009      | Young Legionnaire                          | - Paul Mullen (The Automatic, yourcodenameis:milo) - Gordon Moakes (Bloc Party) - William Bowerman (I Was A Cub Scout, Brontide, La Roux) | |            |
| 2009      | The White Album Concert                    | - Tim Rogers (You Am I) - Josh Pyke - Chris Cheney (The Living End) - Phil Jamieson (Grinspoon) | Turnereede Australien med showet The White Album Concert in 2009, to commemorate the 40th anniversary of the release of The Beatles' classic album. This involved the listed performers collectively playing the entire double album live.                                       |            |
| 2010      | NKOTBSB                                    | - New Kids on the Block - Backstreet Boys | Albums: NKOTBSB (2011) De indspillede to nye sange sammen, et mash-up nummer og udgav et opsamlingsalbum med indtalte numre. Supergruppen turnerede også Nordamerika, Europa, Australien og i 2011-2012.                                                                         |            |
| 2015      | Genealogy                                  | - Essaï Altounian - Tamar Kaprelian - Vahe Tilbian - Stephanie Topalian - Mary-Jean O'Doherty Basmadjian - Inga Arshakyan | Singles: "Face the Shadow" Dannet til at repræsentere Armenien i Eurovision Song Contest 2015. De blev nr. 16 ud af 25 til finalen. |            |